# Andrei Nicolaevici Tihonov
Andrei Nicolaevici Tihonov (n. 17/30 octombrie 1906, Gjatsk⁠(d), gubernia Smolensk, Imperiul Rus – d. 7 noiembrie 1993, Moscova, Rusia) a fost un academician sovietic, matematician și geofizician, specialist în matematica numerică și de calcul, profesor, șef de catedră și decan la Universitatea Lomonosov din Moscova, de două ori erou al Muncii socialiste (1953, 1986).

## Publicații
Discipoli
- V.A. Il'in
- A.A. Samarskii
- A.G. Sveșnicov
- B.L. Rojdestvenskii
- Andrei Iurie